# Mojosari (Mojosari)
Mojosari is een bestuurslaag in het regentschap Mojokerto van de provincie Oost-Java, Indonesië. Mojosari telt 822 inwoners (volkstelling 2010).